# Abu Taghlib
Fadl Allah Abu Taghlib al-Ghadanfar Uddat al-Dawla (en arabe : فضل الله أبو تغلب الغضنفر عدة الدولة), souvent connu sous le nom d'Abu Taghlib, est le troisième émir des Hamdanides, chef de l'émirat de Mossoul, qui comprend la plupart de la Haute Mésopotamie.
Son règne est troublé, marqué par des conflits avec ses frères, des antagonismes avec plusieurs branches des Bouyides et des attaques de l'Empire byzantin, dirigées par l'empereur Jean Ier Tzimiskès. Ses relations avec l'émir bouyide d'Irak, Izz ad-Dawla Bakhtiyar, sont d'abord hostiles avant que les deux hommes ne parviennent à une alliance. En 978, la Haute Mésopotamie (ou Jazira) est occupée par les Bouyides de Chiraz, conduits par Adhud ad-Dawla Fanna Khusraw et Abu Taghlib doit fuir vers la partie de la Syrie occupée par les Fatimides. Là, il tente d'obtenir le poste de gouverneur de Damas et est impliqué dans des rivalités locales qui débouchent sur sa défaite et son exécution le 29 août 979.

## Biographie

### Origines et contexte
Abu Taghlib est le fils aîné d'al-Hasan, mieux connu sous son nom de Nasir al-Dawla, qui a fait des Hamdanides les dirigeants d'un émirat indépendant de fait, englobant la Jazira et centré sur Mossoul. Nasir al-Dawla s'engage dans plusieurs tentatives pour contrôler le califat abbasside à Bagdad. Toutefois, il doit concéder la victoire aux Bouyides et reconnaître leur suzeraineté, qui entraîne le paiement d'un tribut,. Au même moment, Ali, le plus jeune frère de Nasir al-Dawla, aussi connu sous le nom de Sayf al-Dawla, parvient à établir son autorité sur le nord de la Syrie, depuis ses deux capitales à Alep et Silvan. Du fait de ses confrontations avec l'Empire byzantin, il éclipse rapidement son frère. Toutefois, la dernière décennie du règne de Sayf al-Dawla, qui meurt en février 967, est marquée par de lourdes défaites militaires face aux Byzantins, qui conquièrent la plupart de ses territoires, fragilisés par des troubles internes,.
C'est dans ce contexte qu'Abu Taghlib est mentionné pour la première fois en 964, quand son père est de nouveau entraîné dans un conflit avec les Bouyides. L'armée du Bouyide de Muizz ad-Dawla Ahmad occupe Mossoul et Nasir al-Dawla est de nouveau contraint de fuir vers la partie montagneuse du nord de la Jazira. Dès lors, Abu Taghlib conduit la résistance contre les Bouyides qui ne parviennent pas à conserver les territoires acquis et doivent se replier, parvenant à un accord avec les Hamdanides. Par conséquent, Nasir al-Dawla est de plus en plus éclipsé par ses fils. Il est déposé et exilé en 967, mourant en captivité peu après,.

### Règne

Carte de la région de la Jazira (la Haute Mésopotamie), le lieu d'implantation du pouvoir des Hamdanides.

Abu Taghlib, surnommé Le Lion, succède à son père comme émir mais, presque immédiatement, son autorité est contestée Hamdan, un demi-frère. Nasir al-Dawla a confié à ce dernier le poste de gouverneur de Nisibis, Mardin et Rahba peu avant sa déposition. En outre, il pourrait avoir eu l'intention de le nommer comme héritier à la place d'Abu Taghlib. En effet, Hamdan est le seul à protester contre la déposition de son père et il refuse de reconnaître Abu Taghlib. Avec l'aide d'Izz al-Dawla, le nouvel émir bouyide d'Irak, Abu Taghlib parvient à l'emporter contre Hamdan, qui fuit à Bagdad,,. De surcroît, Abu Taghlub profite des conditions proches de l'anarchie en Syrie et, après la mort de Sayf al-Dawla, il étend son territoire aux dépens de son cousin, Sa'd al-Dawla. Au moment de la mort de Sayf, Abu Taghlib s'empare de Racca et de Rafiqa. En 971, il étend encore son autorité sur les régions de Diya Bakr et de Diya Mudar, autrefois des terres de Sayf al-Dawla. Ainsi, il unit l'ensemble de la Jazira sous son autorité. Sa'd al-Dawla, privé de sa propre capitale et manquant de pouvoir pour opposer une quelconque résistance, accepte tacitement ces pertes ainsi que la suzeraineté de son cousin. Comme dirigeant de la Jazira, Abu Taghlib est l'un des chefs les plus riches de la région. Les descriptions d'Ibn Hawkal attestent de sa richesses, provenant des nombreuses possessions des Hamdanides. Ibn Miskawayh, qui est chargé de recenser les forteresses montagneuses de cette famille, après la conquête de l'émirat hamdanide par les Bouyides, décrit les immenses réserves d'argent qui y sont présentes.
Au début, les relations avec les Bouyides sont bonnes. En effet, à la différence de son père, Abu Taghlib n'a pas de revendication directe sur Bagdad tandis que Izz al-Dawla est trop préoccupé par les problèmes en Irak et ailleurs pour s'intéresser à la Jazira. Toutefois, le prince bouyide offre l'asile à Hamdan et à d'autres hommes déçus au sein du clan hamdanide (dont un autre frère d'Abu Taghlib, Abu Tahir Ibrahim). Par là, il intervient dans les querelles de la famille d'Abu Taghlib,. Ainsi, en 970, Hamdan peut reprendre Rahba grâce au soutien des Bouyides, avant d'en être de nouveau chassé en 971. Il demande alors à Izz al-Dawla de déclarer la guerre à Abu Taghlib. En 971, les Bouyides occupent de nouveau Mossoul tandis qu'avec son armée, Abu Taghlib les prend de flanc et parvient à menacer Bagdad. Le conflit se termine par un accord en 974, qui stipule notamment que le qualificatif de ʿUddat al-Dawla (Instrument de la dynastie) est conféré par le calife à Abu Taghlib tandis que Hamdan récupère ses possessions,,. Au même moment, Abu Taghlib est confronté aux attaques des Byzantins. Dirigés par Jean Ier Tzimiskès, ils pénètrent profondément en Jazira, contraignant les Hamdanides à payer un tribut. Les raids dévastateurs de 972 sont partiellement vengés par la défaite et la capture de Mélias, le domestique des Scholes à Amid en 973. Toutefois, il est possible qu'en 974, Tzimiskès lance un raid en représailles. En effet, les sources sont imprécises et l'intervention de Tzimiskès est peut-être à dater de 975, auquel cas elle se confond avec sa grande campagne orientale,,.

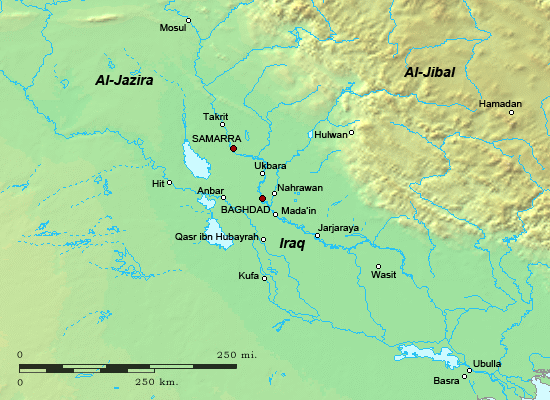
Carte de l'Irak aux.

En 973-975, Abu Taghlib soutient Izz al-Dawla dans sa lutte pour conserver son pouvoir. Ainsi, il marche de nouveau contre Bagdad durant la rébellion du chef militaire turc Sabuktakin, même si c'est finalement l'intervention de l'émir bouyide de Chiraz qui permet à Izz al-Dawla de l'emporter. En raison de son aide, Abu Taghlib peut obtenir une révision du traité signé précédemment avec Izz al-Dawla et il est libéré de l'obligation de paiement d'un tribut,,. En 976, après la mort de Tzimiskès, Abu Taghlib apporte son soutien au général rebelle Bardas Sklèros, avec qui il conclut un traité, par lequel le chef hamdanide lui fournit une force de cavalerie légère en échange d'un accord de mariage.
En 977, alors que Izz al-Dawla est expulsé de Bagdad par l'ambitieux 'Adud al-Dawla, il se tourne vers les Hamdanides pour obtenir leur aide. Abu Taghlib accepte de le soutenir en échange de la livraison d'Hamdan, qui est immédiatement exécuté. Bien que cet événement renforce la position d'Abu Taghlib dans sa famille, il attire aussi l'attention d'Adud al-Dawla. En mai 978, Izz al-Dawla et Abu Taghlib sont vaincus près de Samarra par 'Adud al-Dawla. Izz al-Dawla est fait prisonnier et exécuté tandis que 'Adud al-Dawla progresse vers Mossoul,. À la différence des précédentes expéditions bouyides contre les Hamdanides, qui ont échoué principalement en raison de leur incapacité à se ravitailler dans la Jazira, celle-ci est bien mieux organisée. En effet, 'Adud al-Dawla emmène avec lui des fonctionnaires expérimentés. Les Bouyides prennent Mossoul et forcent Abu Taghlib à fuir vers Mayyafariqin, puis vers les montagnes d'Arménie. Il rend visite à Sklèros, à Anzitène, en territoire byzantin. Là, il tente d'obtenir de l'aide, sans réussite, car Sklèros doit faire face à la pression croissante du général loyaliste Bardas Phocas. Après la chute de Mayyafariqin en 978, Abu Taghlib fuit vers Rahba, où il tente en vain de négocier avec 'Adud al-Dawla,,.

### Exil et mort
Alors que les troupes bouyides terminent leur conquête de la Jazira, Abu Taghlib ne parvient pas à obtenir l'aide de son cousin Sa'd al-Dawla, qui a reconnu la suzeraineté d'Adud al-Dawla. Ce dernier a ordonné l'arrestation d'Abu Taghlib. Celui-ci, avec ses derniers partisans, traverse le désert syrien vers le sud de la Syrie, contrôlé par les Fatimides,. Là, il est entraîné dans des luttes de pouvoir complexes entre le gouvernement fatimide et les élites locales. Il tente de se faire reconnaître par les Fatimides comme gouverneur de Damas mais le général rebelle al-Qassam, qui tient la ville, le repousse. Attaqué par les habitants de Damas, il est aussi abandonné par certains membres de sa famille et il fuit vers le sud et la région du lac de Tibériade. Dans le même temps, Mufarrij ibn Daghfal ibn al-Jarrah, un chef de la tribu Tayy et de la région de Ramla, se sent menacé par les ambitions d'Abu Taghlib et ses contacts avec les Fatimides. Espérant semer la division parmi les tribus arabes de la région et renforcer l'autorité fatimide, le général fatimide Fadl promet de remettre Ramla à Abu Taghlib, qui s'est ouvertement allié aux rivaux de Mufarrij, les Banu Uqayl. Il attaque Ramla en août 979 mais les troupes de Fadl s'allient finalement avec Mufarrij. Dans la bataille qui s'ensuit, Abu Taghlib est fait prisonnier et exécuté,.
La région de la Jazira reste aux mains des Bouyides jusqu'en 989, quand les frères d'Abu Taghlib, Abu Abdallah Husayn et Abu Tahir Ibrahim, qui se sont soumis aux Bouyides, deviennent gouverneurs pour s'opposer au pouvoir du chef kurde Badh, qui a pris le contrôle de Mossoul. Lors du combat, les deux frères comptes sur les Banu Uqayl. Après la défaite de Badh, les Banu Uqayl se retournent contre les Hamdanides, déposent et tuent Abu Tahir Irabim et établissent la dynastie Uqaylide qui dirige la Jazira,.

## Sources
- (en) Moshe Gil, A History of Palestine, 634-1099, Cambridge University Press, 1997 (ISBN 0-521-59984-9)
- (en) Catherine Holmes, Basil II and the Governance of Empire (976-1025), Oxford University Press, 2005 (ISBN 978-0-19-927968-5)
- (en) Hugh N. Kennedy, The Prophet and the Age of the Caliphates: The Islamic Near East from the 6th to the 11th Century, Harlow, Pearson Education Ltd, 2004 (ISBN 0-582-40525-4)
- (en) Marius Canard, « Hamdānids », dans The Encyclopedia of Islam, New Edition, Volume III: H–Iram, New York, BRILL, 1986, 126-131 p. (ISBN 90-04-09419-9)
- (en) Joel Kraemer, Humanism in the Renaissance of Islam: The Cultural Revival During the Buyid Age, Brill, 1992 (ISBN 90-04-09736-8)